# Sint-Nicolaaskerk (Farup)
De Sint-Nicolaaskerk (Deens: Sankt Nikolaj Kirke) is een luthers kerkgebouw in het circa 4 km. ten noorden van Ribe gelegen kerkdorp Farup, Denemarken.

## Geschiedenis
De in de 12e eeuw gebouwde en aan Nicolaas van Myra gewijde kerk behoort tot de grootste tufstenen kerken van de regio. In de laatste helft van de 13e eeuw of begin 14e eeuw kon de kerk dankzij een schenking worden vergroot. Tot aan de sloop in 1835 stond aan de zuidelijke kant van het kerkschip een oudere toren, ongeveer op de plaats waar het huidige voorportaal staat. Van deze toren neemt men aan dat ze in de late middeleeuwen werd gebouwd.
Het zuidelijke voorportaal, dat tegenwoordig dienstdoet als mortuarium, werd in 1835 gebouwd, terwijl de huidige toren in 1932 naar een ontwerp van de architect Axel Hansen werd gebouwd.
Het kerkgebouw werd in de jaren 1920-1930 grondig verbouwd en gerestaureerd. Volgende restauraties vonden in 1982 en 2004-2005 plaats.

## Beschrijving
Sinds de toegang door het zuidelijke portaal in 1982 gesloten werd, bevindt zich de toegang tot de kerk door de toren. Het koor heeft een priesterdeurs een deur. Voorts bleef een dichtgemetseld noordelijk portaal behouden.
De apsis heeft een koepelgewelf, terwijl de rest van de kerk een balkenplafond kent. Het grootste deel van de balken zijn nog middeleeuws. De apsis heeft slechts één gesloten raam, terwijl de rest van de ramen in 1936 heropend dan wel gereconstrueerd werden.
Nadat men reeds in 1868 sporen had gevonden van fresco's, ontdekte men in 1940 meer fresco's in de apsisboog, de triomfboog en aan de muur van de koorboog in het kerkschip. Een aantal fresco's werden in 1946 door Egmont Lind geconserveerd, terwijl de rest opnieuw werd bedekt. Het plafond van het koor bevat een schilderij uit 1768 van Bejamin Richter uit Stepping en stelt het Jongste Gericht voor.
Het doopvont van Bentheimer zandsteen is even oud als de kerk zelf, terwijl de in Nederland vervaardigde doopschaal uit 1623 stamt. De achthoekige met engelenhoofden en vrouwenhermen versierde hemel komt oorspronkelijk uit de kerk van Hygum en stamt uit 1695. De woorden uit Marcus 16:16 sieren de hemel.
Aan de koorboog die het koor van het schip scheidt bevindt zich een groot kruisbeeld uit de middeleeuwen. De 90 cm. hoge beelden van Johannes en Maria dateren uit 1225-1250, terwijl het corpus aan het kruis uit 1325-1400 en het kruis met op de balkuiteinden de afbeeldingen van de evangelisten zelf uit 1768 stamt. Bij de laatste restauratie werd de kruisigingsgroep van de noordelijke muur aan de triomfboog teruggeplaatst.
De monumentale preekstoel is van 1657. De vijf aracedevelden tonen: de Aankondiging, de Aanbidding der Herders, de Kruisiging, de Hemelvaart en de Verrijzenis. Het klankbord dateert uit dezelfde tijd als de preekstoel en volgt de vorm van de kanselkuip.
Het altaar is 18e-eeuws en versierd met een kruisbeeld uit 1947.
In de kerk hangt een model van het fregat Tordenskjold. Het werd in 1945 geschonken door de gemeente en opgehangen in de zuidwestelijke hoek van de kerk.

## Orgel
Het orgel van de kerk werd in 1988 door P. Bruhn & Søn gebouwd. Het vervoegt over 14 registers verdeeld over twee manualen en pedaal.